# Brama Górna w Bardejowie
Brama Górna (słow. Horná brána) – nieistniejąca brama miejska w południowej części murów obronnych miasta Bardejów na Słowacji.
Pierwotna brama, pochodząca jeszcze z XIV w., istniała zapewne ok. 40 lat. Bramę tę majster Maciej z Norymbergi przebudował w l. 1405-1407 na punkt poboru trzycatku (słow. tridsiatkový hrad). Budynek bramny, wymurowany na rzucie prostokąta i nakryty czterospadowym dachem, wznosił się w osi dzisiejszej ulicy Rhodyho w półkolistym wysunięciu muru poza jego normalny obieg. Pod bramą, a następnie po drewnianym, zwodzonym moście przechodzono do kolistego barbakanu (wg panelu informacyjnego znajdującego się koło Baszty Prochowej - 2015 r.) lub w łukowo wygiętą ku zachodowi, chronioną murami szyję (wg weduty miasta Kaspra Caspara z 1560 r.), a stąd przez drugą wieżę bramną i kolejny most zwodzony na tzw. Drogę Preszowską (słow. Prešovská cesta). Ten drugi most zwodzony zastąpiono w 1770 r. pięcioprzęsłowym mostem kamiennym, pod którym znajduje się obecnie amfiteatr miejski. Aktualnie (wrzesień 2015 r.) w areale Bramy Górnej trwają szeroko zakrojone prace archeologiczne i rekonstrukcyjne całego zespołu.

## Literatura
- Gutek František, Jiroušek Alexander: Slobodné kráľovské mesto Bardejov, SÁŠA, Košice 2014, s. 2, ISBN 978-80-89696-01-7.